# بنگاه آدم‌کشی
«بنگاه آدم‌کشی» (انگلیسی: The Assassination Bureau, Ltd) یک کتاب از جک لندن و چاپ شده در سال ۱۹۶۳ است.
طرح داستانی این رمان متعلق به هاری سینکلر لوئیس معروف به سینکلر لوئیس بود که جک لندن از او خریداری کرد. این رمان که به دلیل مرگ جک لندن نیمه‌تمام باقی مانده بود توسط رابرت ال. فیش تکمیل و به پایان رسید. ایوان دراگومیلوف شخصیت اصلی این کتاب است.

## خلاصه داستان
این کتاب داستان ایوان دراگومیلوف رئیس یک سازمان آدم‌کشی است که با دریافت پول اقدام به کشتن افراد مختلف می‌کند. شخصی به نام وینتر هال به دنبال یافتن دراگومیلوف و کشتن وی است. ویینتر هال در ملاقاتی که با دراگومیلوف دارد با دادن پول درخواست کشتن رئیس این سازمان را می‌کند. دراگومیلوف نیز به سازمان دستور کشتن خودش را می‌دهد.